# Comte d'Ericeira

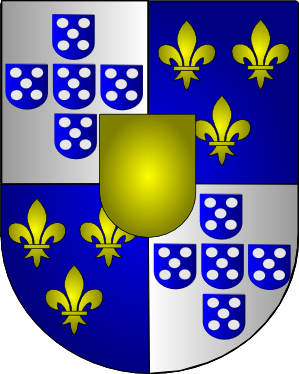
Armoiries des Condes da Ericeira

Comte d'Ericeira (du portugais Conde da Ericeira) est un titre de noblesse créé par le roi Philippe III du Portugal le 1er mars 1622 par une lettre en faveur de Diogo de Menezes (1553-1625). Ericeira est une ville portuaire du Portugal.

## Liste des contes
- Don Diogo de Menezes (1622-1625); 1er Comte d'Ericeira
- Don Fernando de Menezes (1614-1699); 2e Comte d'Ericeira
- Don Luís de Meneses (1632-1690); 3e Comte d'Ericeira
- Don Francisco Xavier de Meneses (1673-1743); 4e Comte d'Ericeira
- Don Luís Carlos Inácio Xavier de Meneses(1689-1742); 5e Comte d'Ericeira, 1er Marquis de Louriçal, administrateur colonial.
- Don Francisco Xavier Rafael de Meneses, 6e Comte d'Ericeira, 2e Marquis de Louriçal
- Don  Henrique de Meneses, 7e Comte d'Ericeira, 3e Marquis de Louriçal